# الكلحبة العرني
الكلحبة العرني شاعر عربي من قبل الإسلام، وهو أحد فرسان قومه ووجهائهم، كما أنه كان سيداً وشاعراً ذي مكانةٍ مرموقة.

## اسمه ونسبه
هو هبيرة بن عبد مناف بن عرين بن ثعلبة بن يربوع بن حنظلة وينتهي نسبه إلى تميم، كما يُذكر أن بعض النسابين قد اختلفوا في نسبته إلى عرينة. وأما الكلحبة فهو لقبه وقد لحقه من اسم أمه، كما أن معنى «الكلحبة» هو صوت النار ولهيبها.

## شعره
أورد له صاحب المفضليات قصيدة عينية، كما أورد له قطعة ميمية، كما وله كذلك شعر غيره.